# Мансур, Али
Али Мансур (перс. علی منصور‎) — политический и государственный деятель Ирана. Дважды занимал должность премьер-министра Ирана во время правления шаха Мохаммеда Резы Пехлеви.

## Биография
Родился в 1895 году в иранском городе Тегеране во влиятельной семье. В 1916 году Али Мансур был назначен министром иностранных дел Ирана в кабинете премьер-министра Восуга од-Довлы во время правления султана Ахмад-шаха, а позже работал губернатором Иранского Азербайджана. Во время правления шаха Резы Пехлеви он занимал должность министра общественных работ в кабинете премьер-министра Махмуда Джема. В 1936 году Али Мансур был обвинен в финансовых махинациях при строительстве автомобильного шоссе. Парламент снял иммунитет с Али Мансура и началось расследование, по итогам которого его признали невиновным. Он был полностью реабилитирован и продолжил работать на государственной службе в качестве министра промышленности. В июне 1940 года Али Мансур занял должность премьер-министра. 25 августа 1941 года британские и советские войска оккупировали Иран и Али Мансур был вынужден уйти в отставку. Реза Пехлеви подозревал его в тайном сотрудничестве с британцами. Спустя год Али Мансур получил орден Британской империи, что ещё сильнее усилило подозрения в Иране насчёт его связей с этой страной.
В феврале 1942 года Али Мансур занял пост губернатора Хорасана. Перед Ираном стоял риск экономического банкротства и премьер-министр Мохаммед Саед связался с послом США и попросил финансовой поддержки для развития инфраструктуры и сельского хозяйства, а также строительства дорог и аэропортов. 27 мая 1949 года министр иностранных дел Хусейн Ала обратился ещё раз к правительству США за финансовой помощью. Речь шла о кредите в 500 миллионов долларов, но США ответили отказом. 26 января 1950 года министр иностранных дел Хусейн Ала предпринял ещё одну попытку получить кредит у Соединённых Штатов Америки, но вновь получил отказ. В марте 1950 года Мохаммед Саед подал в отставку и Али Мансур вновь стал премьер-министром.
23 марта 1950 года Али Мансур второй раз стал премьер-министром страны. Благодаря хорошим политическим связям с Британской империей он считал, что сможет получить экономическую помощь для Ирана у этой страны. Однако, британцы больше не считали Али Мансура своим союзником и отказали ему в предоставлении инвестиций в иранскую экономику. 26 июня 1950 года его сменил на этом посту Хадж Али Размара. Последние годы карьеры Али Мансур работал послом Ирана в Ватикане и Турции. Он был женат и имел сына Хасана Али Мансура, который с 1963 по 1965 год также был премьер-министром Ирана. 8 декабря 1974 года Али Мансур скончался в Тегеране.